# Alfred Beit, 2. Baronet
Sir Alfred Lane Beit, 2. Baronet (* 19. Januar 1903 in London; † 12. Mai 1994 in Dublin) war ein britischer Politiker der Conservative Party, Kunstsammler und Philanthrop.

## Familiärer Hintergrund
Alfred Beits Onkel war der gleichnamige deutsch-britisch-südafrikanische, in Hamburg geborene Gold- und Diamantenmagnat und Mitbegründer von De Beers Consolidated Mines Limited Alfred Beit (1853–1906) – zu seiner Zeit einer der reichsten Männer  – nach dem der Neffe benannt wurde. Sein Vater war Sir Otto Beit, 1. Baronet (1865–1930), seine Mutter Lilian Carter aus New Orleans. Beim Tod seines Vaters erbte Alfred Beit 1930 dessen Adelstitel als Baronet, of Tewin Waters in the County of Hertford, sowie ein riesiges Vermögen, das von Vater und Onkel erworben worden war, dazu zahlreiche Kunstwerke, darunter Gemälde von Goya, Vermeer, Rubens und Gainsborough. Er kaufte ein Herrenhaus an den Kensington Palace Gardens, der exklusivsten Adresse von London, um dort diese Werke auszustellen.
Die Familie Beit unterstützte zahlreiche wissenschaftliche und wohltätige Zwecke, darunter das Imperial College of Science and Technology, die Rhodes-Stiftung sowie die Beit Memorial Fellowship for Medical Research.
1938 heiratete Alfred Beit Clementine Mabell Kitty Freeman-Mitford (* 22. Oktober 1915), die posthume Tochter von Major Clement Mitford, Enkelin von Algernon Freeman-Mitford, 1. Baron Redesdale und Cousine der Mitford-Geschwister, von denen einige glühende Verehrerinnen Hitlers waren. Bei einem Besuch von Clementine bei Unity Mitford in Berlin versuchte diese vergeblich, sie für den Faschismus zu begeistern. Eine andere Cousine, Clementine Hozier, heiratete Winston Churchill.
Die Ehe von Clementine und Alfred Beit galt als glücklich, aber sie blieb kinderlos. Mangels männlicher Nachkommen erlosch sein Adelstitel bei seinem Tod 1994.

## Politische Laufbahn
Bei den britischen Unterhauswahlen 1931 wurde Sir Alfred Beit als Abgeordneter des Wahlkreises St. Pancras South East für die Conservative Party ins Parlament gewählt und 1935 wiedergewählt. Als der Zweite Weltkrieg ausbrach, trat er der Royal Air Force bei und diente im RAF Bomber Command. 1944 wurde er zum parlamentarischen Privatsekretär des Secretary of State for the Colonies, Oliver Stanley, ernannt.
Bei den Wahlen 1945 verlor Beit seinen Sitz im Unterhaus. Desillusioniert von der britischen Politik und in starker Opposition zur neuen Regierung der Labour Party zog er mit seiner Frau nach Südafrika. Dort waren sie allerdings davon entsetzt, wie sich das Apartheid-System nach 1948 entwickelte und kehrten bald nach England zurück.

## Spätere Jahre

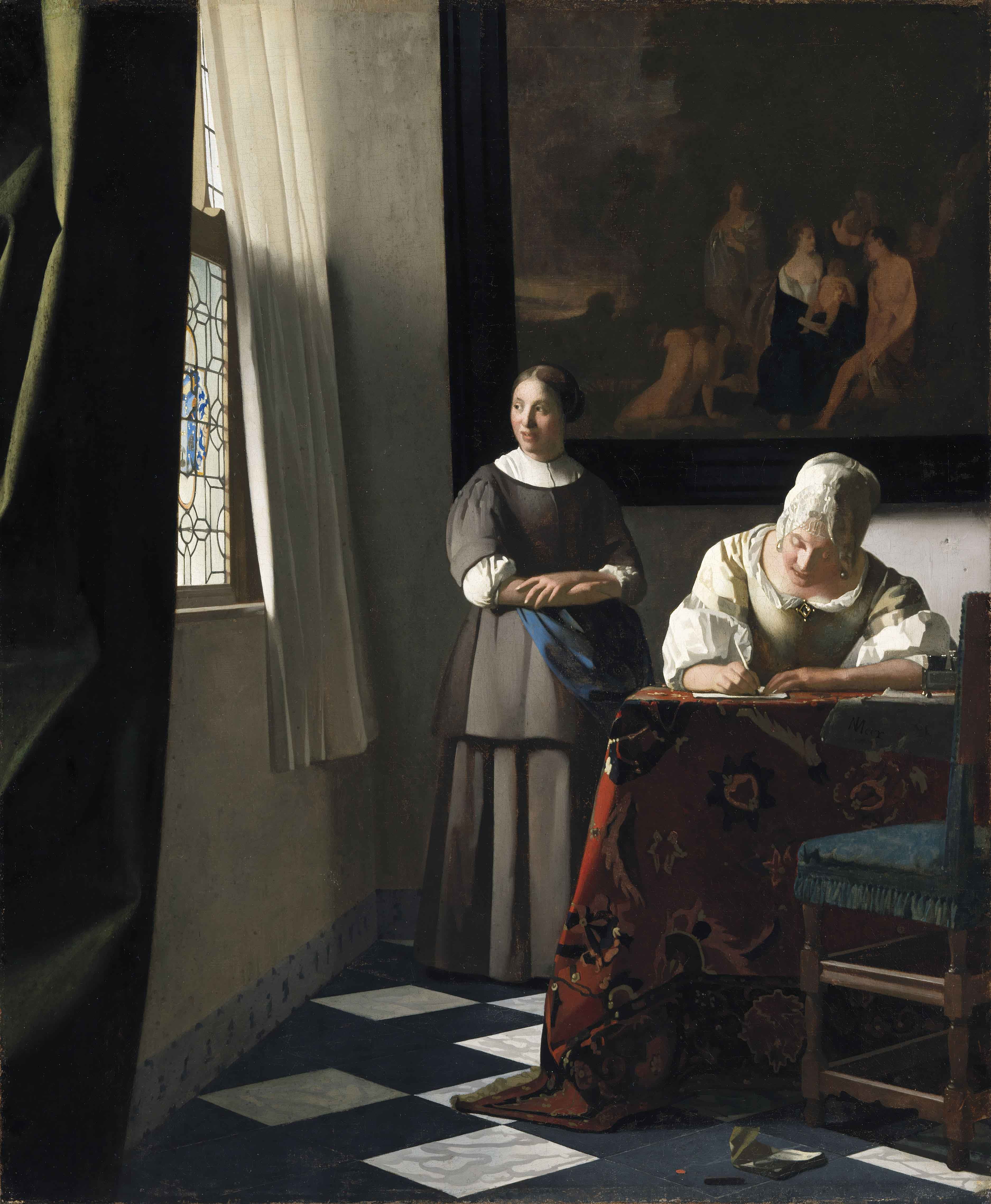
Briefschreiberin und Dienstmagd von Vermeer, eines der Gemälde, das Beit 1987 der National Gallery of Ireland übergab.

1952 kaufte Alfred Beit auf Anraten von Randal Plunkett, 19. Baron Dunsany, das im palladianischen Stil errichtete Russborough House im irischen County Wicklow und verlagerte seine Kunstsammlung dorthin. Das Haus in London verkaufte er; dort befand sich später die Botschaft des Irak.
Die Eheleute reisten weiterhin regelmäßig nach Afrika und finanzierten Schulen, Bibliotheken und Krankenhäuser in Simbabwe, Malawi und Botswana, waren aber enttäuscht, wie wenig diese Einrichtungen von den jeweiligen Regierungen instand gehalten wurden. Sie zogen sich nach Irland zurück und widmeten sich der Unterstützung von Kunst und dem Wexford Festival Opera.
Clementine Beit starb 2005, kurz vor ihrem 90. Geburtstag. In ihrem Testament war festgelegt, dass die Tagebücher von Alfred Beit bis 21 Jahre nach dem Tod von Elisabeth II.  oder bis 70 Jahre nach dem Tod von Lady Beit geheim bleiben sollen. Diese Klausel führte zu Spekulationen, dass die Tagebücher Aufzeichnungen über das Privatleben der Queen enthalten.
Das Ehepaar Beit liegt in Blessington begraben.

## Kunstraube und Feuer

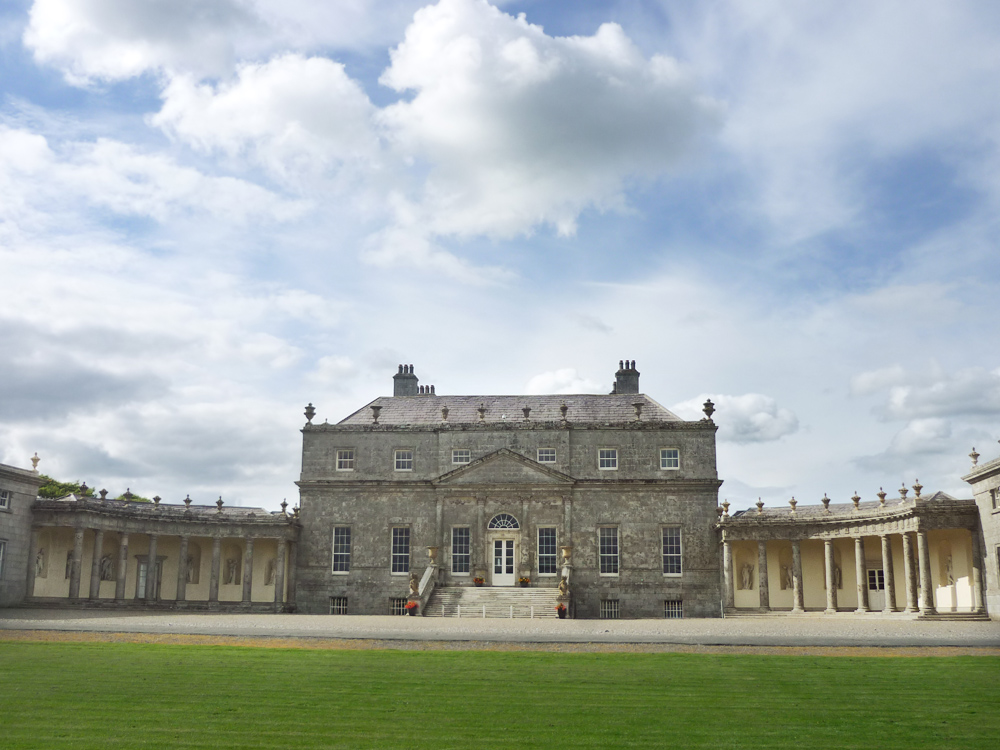
Russborough House, Wohnsitz der Beits

Insgesamt viermal wurde bis 2013 versucht, die Gemälde der Beits zu stehlen. 1974 überfiel eine Gruppe der Irish Republican Army (IRA) Russborough House und raubte 19 Gemälde. Die Werke hatten einen Schätzwert von acht Millionen Irischen Pfund. Während des Überfalles wurden die Beits und ihre Angestellten mit Pistolen bedroht und gefesselt; Alfred Beit, über 70 Jahre alt, wurde mit einem Pistolengriff auf den Kopf geschlagen und seine Frau eine Treppe hinuntergestoßen.
Die IRA versuchte erfolglos, mit den Gemälden die Verlegung der Schwestern  Dolours and Marian Price, zwei IRA-Mitgliedern, die wegen des Zündens von Autobomben in London in Haft saßen, in ein nordirisches Gefängnis sowie 100.000 Pfund zu erpressen. Wenige Wochen später wurden die Gemälde im County Cork wieder aufgefunden. Anschließend überführten die Beits die Kunstsammlung in eine Stiftung und zogen in einen Flügel des Herrenhauses.
Zwölf Jahre später, 1986, wurde das Haus erneut ausgeraubt, dieses Mal vom Dubliner Kriminellen Martin Cahill. Cahill und seine Bande stahlen 18 Gemälde im Wert von 30 Millionen Irischen Pfund, die bis auf zwei später in Großbritannien, Belgien und der Türkei wieder aufgefunden wurden. Der Überfall gilt als einer der größten Kunstraube der Geschichte. Bei einem weiteren Überfall wurden 2001 zwei Gemälde gestohlen. Die Dame des Hauses saß beim Abendessen, als ein Geländewagen in die Eingangstür fuhr. Diesem entstiegen zwei Männer, die die Werke mitnahmen. Diese Bilder tauchten im Jahr darauf wieder auf. 2002 wurden fünf Gemälde, darunter zwei von Rubens, gestohlen. Folge der Diebstähle war, dass der irische Staat, der inzwischen in den Besitz der Sammlung gekommen war, beschloss, die einzigartige Sammlung nach Dublin zu bringen, was die touristische Anziehungskraft von Russbourough erheblich minderte.
Am 7. Februar 2010 brach im Westflügel ein Feuer aus und zerstörte unter anderem das komplette Dach des Flügels, der allerdings wegen Renovierungsarbeiten leer stand.

## Ehrungen
Alfred Beit wurde 1993 Ehrenbürger von Irland, in Anerkennung seiner Philanthropie und besonders der Schenkung von 17 gemalten Meisterwerken an die  National Gallery of Ireland im Jahre 1987. Der Wert der gestifteten Gemälde wurde auf 50 bis 100 Millionen irische Pfund geschätzt. Das Museum selbst bezeichnete diese Schenkung als eine der größten Einzelschenkungen der Welt an eine Galerie in dieser Generation. Nach dem Ehepaar Beit, die auch im Vorstand der Institution saßen, wurde der Beit Flügel der National Gallery benannt.

## Alfred Beit Foundation
Die kulturellen Aufgaben der Beits werden von ihrer Stiftung, der Alfred Beit Foundation, fortgeführt, die 1976 gegründet wurde und in Russborough House ihren Sitz hat. 2006 verkaufte die Stiftung bei Christie’s in London eine Sammlung von mittelalterlichen Bronzefiguren für zwei Millionen Pfund, um Renovierungsarbeiten am Russborough House zu finanzieren.